# Rafael Sarandeses
Rafael Sarandeses (Madrid, 20 februari 1979) is een Spaans autocoureur.

## Carrière
Sarandeses begon zijn autosportcarrière in het karting. In 1995 maakte hij de overstap naar het formuleracing en kwam hij uit in de Spaanse Formule Toyota, waar hij in 1996 kampioen werd. In 1997 kwam hij uit in de Spaanse Formule Renault en werd achter Polo Villaamil tweede in de eindstand.
Nadat hij in 1998 geen races reed, maakte Sarandeses in 1999 zijn debuut in de Euro Open by Nissan. Voor het team Ericsson G-Tec behaalde hij één overwinning op het Circuito Permanente del Jarama en stond hij in nog twee andere races op het podium, waardoor hij op de achtste plaats in het klassement eindigde met 74 punten. Daarnaast reed hij dat jaar ook in de race op Donington Park in de Italiaanse Formule 3000 voor het team Redman Racing en eindigde als negende.
In 2000 bleef Sarandeses rijden in de Euro Open by Nissan, dat de naam had veranderd naar Open Telefónica by Nissan. Bij het team Ericsson Challenge by G-Tec kende hij een moeilijker tweede seizoen, waarin hij slechts drie vijfde plaatsen als beste resultaten wist te halen en zakte naar de tiende plaats in het kampioenschap met 35 punten.
In 2001 stapte Sarandeses binnen de Open Telefónica by Nissan over naar het team Campos Motorsport. Hij behaalde zijn beste kampioenschapspositie met een vierde plaats achter Franck Montagny, Tomas Scheckter en Andrea Belicchi. Hij behaalde acht podiumplaatsen en scoorde 132 punten.
In 2002 reed Sarandeses een vierde seizoen in de klasse, dat opnieuw de naam had veranderd naar World Series by Nissan. Hij begon het seizoen bij GD Racing, waar hij een podiumplaats behaalde in de seizoensopener op het Circuit Ricardo Tormo Valencia. Na vier raceweekenden werd hij vervangen door Jonathan Cochet, maar hij kon wel nog de races op het Circuit de Catalunya en het tweede raceweekend in Valencia rijden voor het team Zele Motorsport. Uiteindelijk werd hij zestiende in het klassement met 17 punten.
Na 2002 nam Sarandeses slechts sporadisch deel aan races. In 2004 reed hij voor het team Power Tech twee races in de Euro Formule 3000, de voormalige Italiaanse Formule 3000, waarin hij op het Autódromo do Estoril negende werd en op het Circuito Permanente de Jerez de finish niet haalde. In zowel 2013 als 2015 reed hij in de 24 uur van Barcelona op het Circuit de Catalunya, maar hierna reed hij geen grote internationale races meer.